# Tropidurus chromatops
Tropidurus chromatops är en ödleart som beskrevs av  Harvey och GUTBERLET 1998. Tropidurus chromatops ingår i släktet Tropidurus och familjen Tropiduridae. IUCN kategoriserar arten globalt som livskraftig. Inga underarter finns listade i Catalogue of Life.